# Ernestine Ronai
Ernestine Ronai, née à Paris en 1947, est une militante féministe française. Pionnière de la lutte contre les féminicides en France, elle anime de 2002 à 2025 l'Observatoire départemental des violences faites aux femmes de la Seine-Saint-Denis, qui met en place ou suscite plusieurs mesures innovantes qui sont ensuite développées a niveau national.

## Biographie

### Famille et jeunesse
Sa mère est d'origine polonaise, son père est autrichien. Leurs familles respectives ont fui l'antisémitisme et elles se sont réfugiées en France,. Ernestine Ronai adhère au Parti communiste à l'âge de 13 ans.
Membre du Parti communiste français, elle est nommée institutrice à La Courneuve en 1968.  

### Parcours professionnel
Elle est directrice d'école puis psychologue scolaire jusqu'à sa retraite professionnelle de l'Éducation nationale.
À la fin des années 1980, elle est secrétaire nationale de Femmes solidaires. Elle prend conscience des violences conjugales et de leurs impacts sur les enfants. Elle met en place, avec le ministère de l'Intérieur, un questionnaire pour détecter les violences faites aux femmes à destination de la gendarmerie et de la police.
En 2002, le conseil départemental de la Seine-Saint-Denis lui confie la création du premier Observatoire départemental des violences faites aux femmes. Le sujet des féminicides et de la protection est au cœur de ce dispositif,,, dont elle assure l'animation jusqu'à l'été 2025. Son expertise transcende les clivages politiques puisqu'elle est appelée en 2012 à la tête de la mission interministérielle pour la protection des femmes contre les violences par la socialiste Najat Vallaud-Belkacem, et reconduite au comité de pilotage national de l’ordonnance de protection par le ministre de droite Gérald Darmanin.
L’Observatoire prend son essor en 2005 avec l'arrivée au tribunal de Bobigny de Patrick Poirret (devenu premier avocat général à la Cour de cassation) et de François Molins (futur procureur général près la Cour de cassation), qui soutiennent la mise en place du dispositif téléphone grave danger (initié en Espagne),,. Elle favorise aussi la création de l’ordonnance de protection (inspirée d'une démarche suédoise), ainsi que la mesure d’accompagnement protégé en 2012 soulignant : « En 2009, la moitié des femmes étaient tuées au moment du droit de visite et d’hébergement du père violent. [Depuis], plus une n’a été tuée dans ce contexte ». L'Observatoire départemental noue également des partenariats notamment avec les Comores, la Palestine, le Mexique et la Gambie.  
Depuis 2013, elle est co-présidente de la Commission violences au Haut Conseil à l'égalité entre les femmes et les hommes. Elle coordonne avec Édouard Durand, juge des enfants, le diplôme universitaire « Violences faites aux femmes » à l’université Paris-VIII. 
De 2013 à 2017, elle coordonne la lutte contre les violences faites aux femmes au sein de la Mission interministérielle pour la protection des femmes contre les violences et la lutte contre la traite des êtres humains. 
Elle est élevée à la dignité d'officier de la Légion d'honneur par décret du 31 décembre 2020. Le 13 mai 2025, François Molins lui remet la médaille de commandeure de l'ordre national du Mérite au tribunal de Bobigny.

## Publications
- Ernestine Ronai et Édouard Durand, Violences conjugales. Le droit d'être protégée, Paris, Dunod, 2017, 292 p. (ISBN 978-2-10-076957-5)
- Ernestine Ronai et Édouard Durand, Violences sexuelles : en finir avec l'impunité, Paris, Dunod, 2021, 224 p. (ISBN 978-2-10-082041-2)